# Kale (Słowenia)
Kale – wieś w Słowenii, w gminie Žalec. W 2018 roku liczyła 137 mieszkańców.